# Лоберія (округ)
Округ Лоберія (ісп. Lobería) — адміністративно-територіальна одиниця 2-ого рівня у провінції Буенос-Айрес в центральній Аргентині. Адміністративний центр округу — Лоберія (ісп. Lobería).
Населення округу становить 17523 особи (2010). Площа — 4755 кв. км.

## Історія
Округ заснований у 1839 році.

## Населення
У 2010 році населення становило 17523 особи. З них чоловіків — 8790, жінок — 8733.

## Політика
Округ належить до 5-ого виборчого сектору провінції Буенос-Айрес.